# Écart technologique
L'écart technologique est un terme d'économie qui désigne la différence entre les technologies de production disponibles dans deux économies considérées. Ce facteur est particulièrement mis en avant pour expliquer la composition du commerce international entre pays dont la technologie est globalement similaire, mais disposant d'avantages dans certains secteurs.

## Description
Le terme a été mis à l'honneur par Michael Posner dans un article de 1961 centré sur le changement technique. Il a été repris dans un rapport de l'OCDE publié en 1969 sur les Ecarts technologiques.
Son but est d'étendre à la sphère internationale les conséquences des activités de la R&D des firmes.
Pendant une période donnée, une firme détient le monopole dans la production d’un bien nouveau. Si ce bien est consommé à la fois sur le territoire national et à l’étranger, cela génère des flux d’exportations, tant que d’autres firmes n’ont pas mis au point un produit concurrent. Le déterminant de ce commerce est appelé « écart technologique ». L’innovation procure donc une brèche technologique qui procure un avantage temporaire dans la production et l’exportation.
Cette théorie met ainsi l’accent sur les firmes et leurs stratégies, plus que sur les dotations factorielles comme dans les théories de David Ricardo, Smith et d'HOS. Elle présente plusieurs inconvénients : les déterminants des flux commerciaux ne sont pas stables dans le temps d’une part et seule une partie des échanges internationaux est expliquée. En parallèle des exportations de biens de hautes technologies existent un commerce de biens banalisés qui peut être appréhendé par les approches traditionnelles.